# Sala Burton
Sala Burton (ur. 1 kwietnia 1925 w Białymstoku, zm. 1 lutego 1987 w Waszyngtonie) – amerykańska polityczka pochodzenia żydowskiego urodzona w Polsce, członek Izby Reprezentantów Stanów Zjednoczonych z Kalifornii z ramienia Partii Demokratycznej.

## Wczesne lata życia
Urodziła się jako Sala Galante w Białymstoku. Była córką Maxa Galante, producenta tekstyliów. Wraz z rodzicami wyemigrowała z Polski w 1939 tuż przed rozpoczęciem II wojny światowej.
W USA uczęszczała do publicznych szkół, a następnie ukończyła University of San Francisco.

## Kariera polityczna
Od 1948 do 1950 była zastępcą dyrektora Kalifornijskiego Instytutu Spraw Publicznych. W latach 50. XX wieku pomagała w organizacji California Democratic Council, którego była następnie wiceprezydentem w latach 1951–1954. Była prezydentem San Francisco Democratic Women’s Forum (1957–1959).
Była delegatem na Narodowe Konwencje Partii Demokratycznej w 1956, 1976, 1980 i 1984.
8 dni po śmierci męża w kwietniu 1983 ogłosiła swoją chęć startu w wyborach uzupełniających z okręgu San Francisco. W wyborach 21 czerwca 1983 uzyskała 55% głosów (przy 30% frekwencji) pokonując 10 kontrkandydatów. W kolejnych wyborach uzyskała 72% w 1984 i 75 w 1986. Po wyborach w 1986 była już zbyt chora by zostać zaprzysiężona w Izbie, stąd odbyło się ono w jej domu.
W szpitalu namaściła swoją następczynię Nancy Pelosi, która w 2007 (i ponownie w 2019) została pierwszą kobietą na stanowisku Spikera Izby Reprezentantów Stanów Zjednoczonych.

## Życie prywatne
Swojego przyszłego męża Phillipa Burtona poznała w 1950 na kalifornijskiej konferencji Młodych Demokratów. Pobrali się w 1953. Wspólnie wychowywali córkę Sali z poprzedniego małżeństwa, które zakończyło się rozwodem. W 1964 gdy Phillip został wybrany na pierwszą z 10 kadencji w Izbie Reprezentantów Stanów Zjednoczonych para przeprowadziła się do Waszyngtonu.
Zmarła na raka jelita grubego 1 lutego 1987 w Waszyngtonie. Została pochowana na San Francisco National Cemetery w parku Presidio w San Francisco.